# Demetrio Salazar
Demetrio Salazar (Reggio Calabria, 19 ottobre 1822 – Pozzuoli, 18 maggio 1882) è stato un patriota e pittore italiano.

## Biografia
Dopo il fallimento dei moti liberali in Calabria del 1848, Salazar andò esule riparando prima a Parigi e poi in Lussemburgo, a Londra, in Irlanda e in Belgio prima di ritornare a Napoli dove stabilì la propria sede.

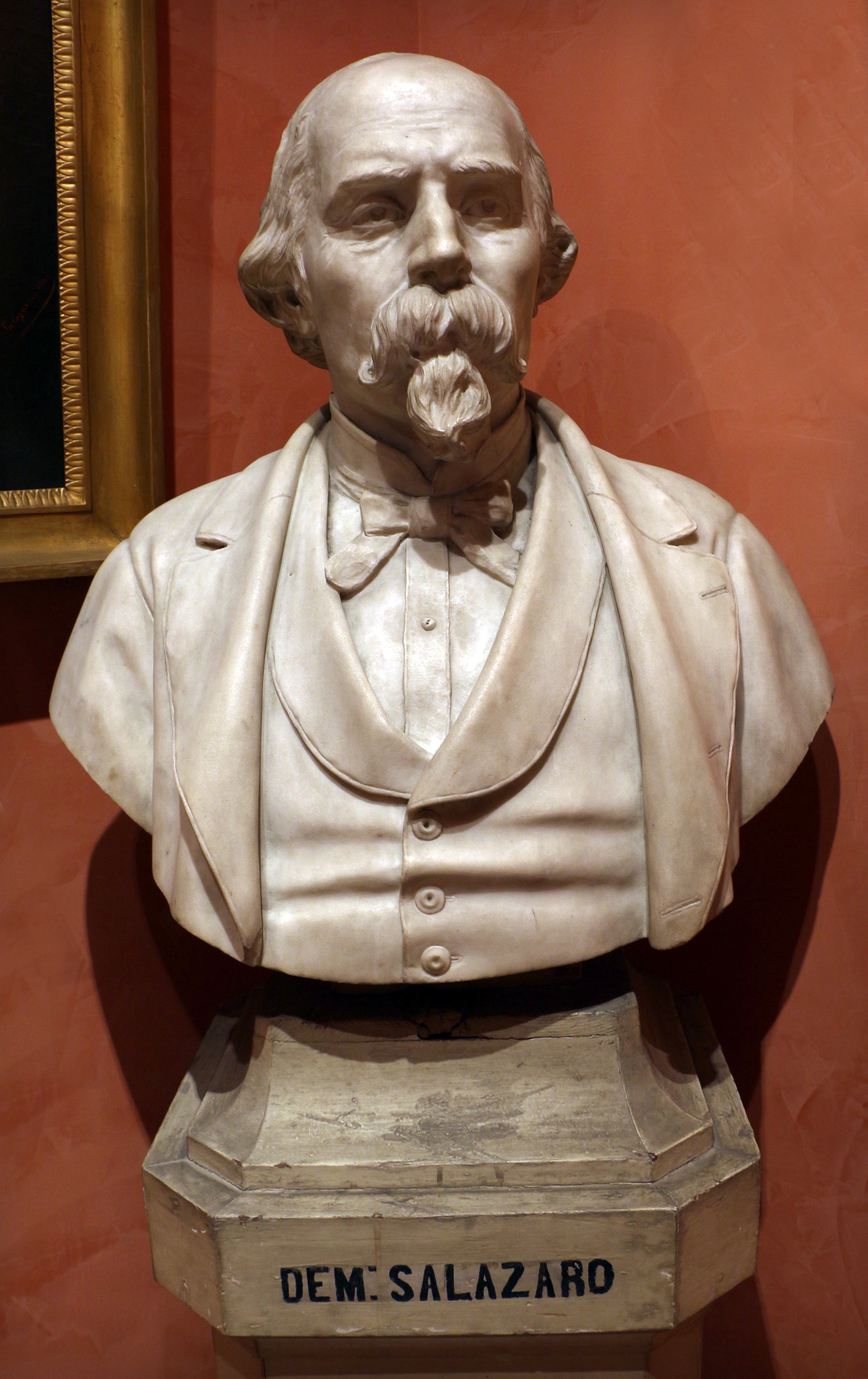
Busto di Salazar, opera di Rocco Larussa, 1875 ca.

Visse con entusiasmo e fede patriottica la liberazione della città partenopea da parte di Garibaldi. Invitato dai liberali del luogo ad incontrarlo, egli recò il tricolore che era stato interdetto in occasione dei funerali di Guglielmo Pepe e che veniva conservato come una reliquia. Il Generale Garibaldi commosso baciò la bandiera, lo abbracciò e volle che sedesse accanto a lui nella carrozza durante il tragitto per le vie della città di Napoli.
Salazar ricoprì importanti cariche pubbliche di quel comune che gli ha intitolato una sua piazza.
Fu membro dell'Accademia Pontaniana, si interessò di arte, e Napoli infatti gli ha intitolato la piazzetta antistante l'Istituto industriale artistico. Durante una sua visita alla città natale, Reggio Calabria, egli propose la fondazione di un Museo per accogliere i reperti archeologici che numerosi venivano trovati durante gli scavi, tale proposta fu accolta dall'allora sindaco Fabrizio Plutino e il Museo Civico, destinato a diventare successivamente il Museo Nazionale della Magna Grecia, fu inaugurato al pian terreno del palazzo Arcivescovile, nel giorno della festa dello Statuto nazionale, nel 1880. Primo direttore fu lo storico Domenico Spanò Bolani.
Salazar scrisse numerose opere di storia e di arte, tra cui:
- L'arte nell'Italia meridionale, 1872
- Studi di Monumenti, 1872
- L'arte della miniatura, 1877
- Sulla cultura artistica dell'Italia meridionale dal IV al XIII secolo, 1877

Benedetto Croce lodò le sue opere che parlavano dei monumenti dell'Italia meridionale nella "Critica", giornale da lui stesso fondato.
Dal matrimonio con la nobildonna e pittrice anglo-irlandese Dora Hannah Macnamara Calcutt (1820-1883), incontrata in Lussemburgo, (sorella di Francis Macnamara Calcutt, deputato della Camera dei comuni), nacquero i figli Lorenzo, Maria (accanto alla quale ora riposa nel cimitero di Pozzuoli), e Francesca (meglio nota come Fanny). Quest'ultima si distinse nella lotta d'emancipazione delle donne del primo Novecento, fu docente di lingua e letteratura inglese e autrice di numerosi libri.